# 松平尹親
松平 尹親（まつだいら ただちか）は、江戸時代中期の幕府旗本。松平家の本宗家である岩津松平家の末裔とされる。通称は九郎左衛門。幕府領の代官を歴任した。

## 生涯
『寛政重修諸家譜』編纂時に子孫が提出した家譜によれば、「岩津太郎」松平親長の子孫にあたる（岩津松平家）。父は松平喜六親雄、母は彦根藩士友松佐右衛門直利の娘。
尹親は甲府徳川家の徳川綱豊（のちの家宣）に仕え、勘定役を務めた。
宝永元年（1704年）に家宣が江戸城西の丸に入ると、尹親も幕臣に転じて勘定となり、廩米100俵を給された。正徳元年（1711年）、廩米50俵を加えられる。
正徳2年（1712年）、豊前・豊後・筑前の幕府領を巡検。正徳3年（1713年）に代官に転じた。
代官として、下総国にあった飯沼（現在の茨城県坂東市、常総市、古河市、八千代町にまたがっていた湖沼）の干拓問題に関わった。飯沼の干拓は17世紀後半から構想されたが、開発の方法をめぐって沼の周辺の諸村（沼廻り村々）の足並みはそろわず、大きく「新堀派」「古堀派」の2派に分かれて長く対立した。享保7年（1722年）、享保の改革の一環として新田開発促進の方針が示されると、「新堀派」の名主によって江戸町奉行に飯沼干拓が出願され、享保8年（1723年）2月から4月にかけて代官松平尹親（九郎左衛門）と御勘定岡田新蔵が現地に派遣されて調査を行った。同年8月尹親は「地方巧者」として知られた御勘定井沢弥惣兵衛を現地に派遣して検分を実施させ、井沢は綿密な開発計画を立案した。享保8年（1723年）9月12日、尹親の役宅に沼廻り村々の代表が召集され、飯沼干拓を協力して進めるよう申し渡された。実際の飯沼干拓事業は、資金調達や支配関係の整理（一部あった私領を振り替え、沼周辺の一円を幕領とした）を経て、尹親離任後の享保10年（1725年）に始まった。
また、享保8年（1723年）には、荒川支流の市野川（市ノ川）下流部分を直線化する工事を行い、洪水を多発させていたこの川の排水を容易にしようとした。
享保9年（1724年）から享保19年（1734年）にかけて、信濃国坂木代官を務めた。中野・飯島・平賀代官との兼務であることに加え、赤坂代官・岩室新五左衛門との立合で遠江国豊田郡・周智郡内の幕領も預かっており、享保15年（1730年）時点での支配高は12万3900石に達した。
享保20年（1735年）、73歳で没する。浅草の松源寺に葬られ、子孫代々の菩提寺となった。嫡男の親常は享保11年（1726年）に父に先立っており、嫡孫の親名が15歳で家督を継いだ。
幕末期の陸軍奉行並・松平太郎（正親）は子孫にあたる。